# Скарпа, Карло
Карло Скарпа (итал. Carlo Scarpa; 2 июня 1906, Венеция — 28 ноября 1978, Сендай) — итальянский архитектор, дизайнер и учёный.

## Биография
Родился 2 июня 1906 года в Венеции. Окончил Высшую техническую школу в Виченце в 1919 году и Академию Художеств в Венеции в 1926 году, где стал ассистентом венецианского архитектора Винченцо Ринальди. Скарпа так никогда и не получил полного архитектурного образования, и однажды даже попал под суд за архитектурную практику без лицензии, однако его оправдали.
Во время учёбы в Академии Скарпа получает первый заказ — начинает работать как дизайнер, сотрудничая с Фабрикой стеклянных изделий в Венеции. В 1926 году оканчивает Академию и в том же году становится учителем Университета IUAV в Венеции. В конце 1920-х годов сделал свою первую мебель и начал посещать интеллектуальные круги, где и познакомился с такими людьми как Джузеппе Унгаретти, Карло Карра, Феличе Казорати. Начиная с 1933 года Карло Скарпа работает с Фабрикой стеклянных изделий Венини до 1947 года. Его первая выставка прошла в 1932 году на Биеннале в Венеции и следующая двумя годами позже на Триеннале в Милане.
Первый важный архитектурный заказ Скарпа получил в 1935 году — это был проект реконструкции веницианского дворца Ка' Фоскари в котором располагается Школа экономики Университета Венеции. В нём отразились многие особенности будущего стиля Скарпы — тонко продуманные, современные по духу детали из стекла, дерева и металла, вписанные в средневековую постройку. Проект реставрации должен был придать новые функции главным помещениям здания. Для этой реставрации он вдохновлялся работами Ле Корбюзье. Реставрационные работы включали в себя:
- изготовление оконной рамы из стекла и дерева для готического окна XV века;
- деревянную платформу с плитой из мрамора с латинской надписью и две тумбы;
- деревянную трибуну;
- мраморную дверь с латинской надписью.

Спустя 20 лет Скарпа продолжит реставрировать Ка' Фоскари — большой зал переделают в зал для лекций. Скарпа удалил трибуну для студентов и создал буазери. Для этой работы он вдохновился работами Фрэнка Ллойда Райта.
Его деятельность не прерывалась даже во время Второй мировой войны. Одна из самых интересных его работ стало создание в начале 1950-х годов Павильона, посвященного книгам в садах Биеннале. В этой работе начинает сказываться влияние Фрэнка Ллойда Райта: это небольшое деревянное здание с большими окнами, с деревянными искаженными рамами и с воздушными треугольниками.

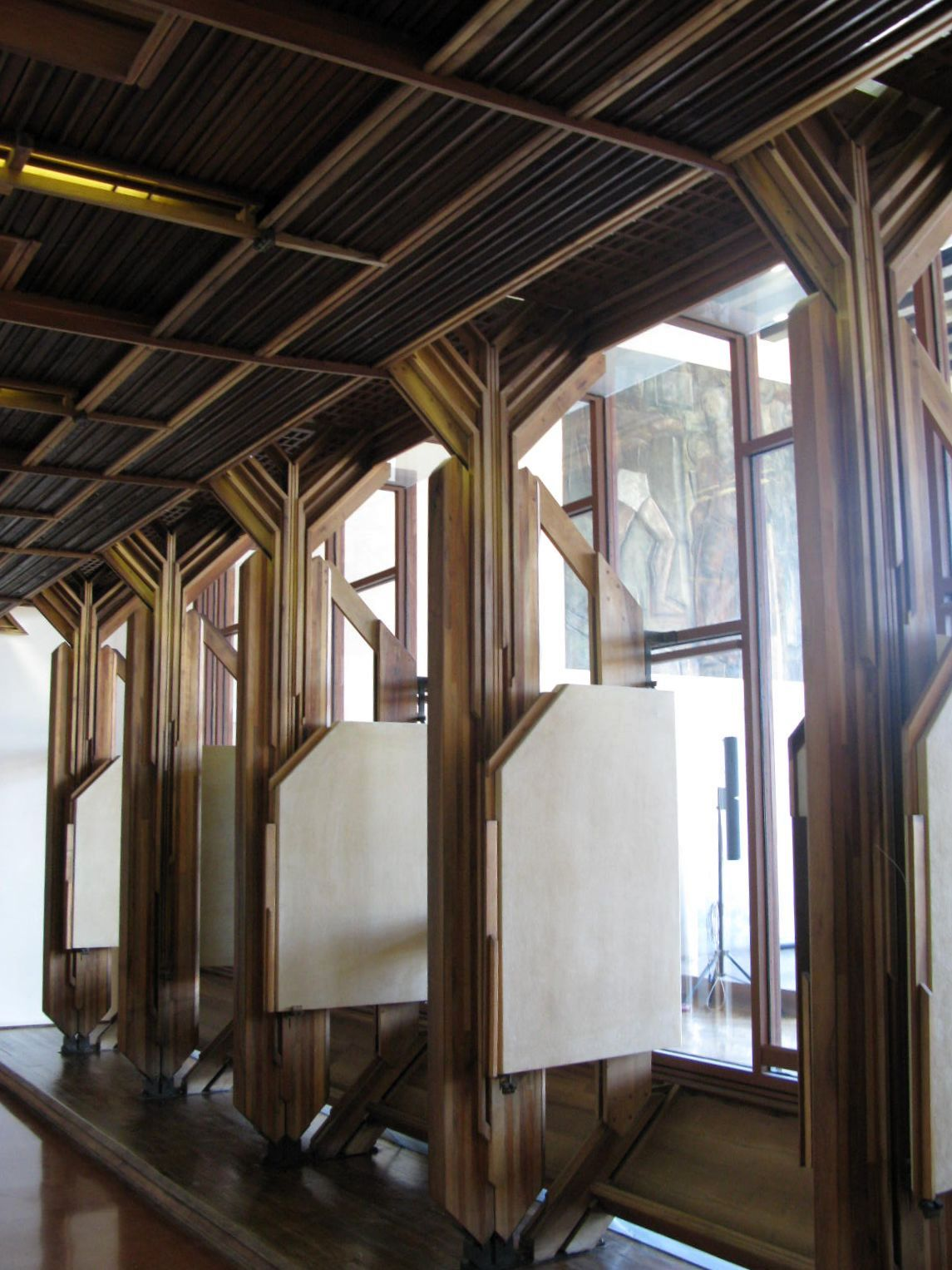
Буазери

Затем последовал ряд других проектов реконструкций, а также — дизайнов выставок. Но Карло Скарпа, несмотря на успех в области Венеция, был почти неизвестен в других областях Италии и, тем более, за рубежом.
После Второй мировой войны Скарпа создает проект реконструкции Музея Академии в Венеции, расположенного в бывшем монастыре. В этом проекте Скарпа придерживается принципов минимализма, создавая два параллельных исторических слоя в новом здании. Вновь внимание к деталям отличает архитектора, в этом он непохож на своё поколение. Именно с этого момента к Скарпа приходит международная известность.
Последующими проектами Скарпы были Галерея слепков Кановы в Поссаньо (Тревизо), Музей Кастельвеккио в Вероне, шоу-рум «Оливетти» на площади Сан Марко в Венеции, Гробница рода Брион в Сан Вито д’Ативоле (Тревизо), здание Народного Банка Вероны. Скарпа не принимал постмодернизм и неорационализм 1970-х, продолжая развивать декоративную систему модернизма.
В 1978 году Скарпа погиб в результате несчастного случая во время поездки в Японию и был похоронен в комплексе Гробницы Брион.

## Архитектурные особенности
Три основные области профессиональной деятельности Карло Скарпы:
- архитектурное проектирование, основанное на визуальном мышлении посредством чертежей, проекций, визуальных моделей;
- проектирование выставок и экспозиций музеев;
- реконструкция существующих зданий и реновация: создание новых интерьеров в старинных зданиях.

## Работы

### Резиденции
- Пристройка к дому Бенедетти Буонаюто (Annesso a casa de Benedetti-Bonaiuto), Рим, 1965—1972
- Дом Бальбони (Casa Balboni), Венеция, 1964—1974
- Дом Беллотто (Casa Bellotto)
- Дом Карло Скарпа (Casa Carlo Scarpa)
- Дом Курто (Casa Curto)
- Дом-студия Галло (Casa e studio Gallo)
- Дом-студия Скаттурини (Casa e studio Scatturin)
- Дом Голин (Casa Golin)
- Дом Оттоленги (Casa Ottolenghi), Бардолино (Верона), 1974—1979
- Дом Пелиззари(Casa Pelizzari)
- жилой дом (Casa per appartamenti)
- Дом Романелли(Casa Romanelli)
- Дом Симончини (Casa Simoncini)
- Дом Веритти(Casa Veritti), Удине, 1955—1961
- Сад дома Гварнери (Giardino di casa Guarnieri)
- Вилла Бортолотто (Villa Bortolotto)
- Вилла(Villa Il Palazzetto)

### Памятники
- Постамент скульптуры «Партизанка» Августа Мурера, Венеция, 1968.
- Постамент скульптуры «Партизанка» в Венецианском саду, скульпт. Leoncillo Leonardi, Венеция, 1955.
- Гробница рода Брион в Сан Вито д’Ативоле, Тревизо 1969—1978
- Мемориальный камень посвященный второй годовщине массового убийства на площади Лоджия Брешиа, 1974—1976, 1977
- Гробница Capovilla, Венеция
- Гробница Galli Genova, progetto 1976—1978,(1981)
- Гробница Rinaldo-Lazzari, Quero (BL), 1960
- Гробница Veritti, Удине
- Гробница Zilio, Удине, 1960

### Музеи
- Biennale XXV: Padiglione del libro, Венеция
- Galleria d’arte moderna Il Cavallino Венеция
- Galleria degli Uffizi e Gabinetto dei disegni e delle stampe Firenze, 1953—1960
- Gallerie dell’Accademia, Венеция
- Giardino delle sculture, Венеция
- Gipsoteca Canoviana, Possagno (Тревизо), 1955—1957
- Museo Correr, Венеция, 1952—1953, 1957—1969
- Museo delle armi al Castello Brescia, 1971—1978, completamento postumo
- Museo civico di Castelvecchio, Верона, 1956—1964
- Museo Revoltella Trieste, 1963—1978, completamento postumo
- Padiglione del Venezuela, Венеция, 1953—1956
- Palazzo Abatellis (Galleria Regionale di Sicilia), Палермо, 1953—1954

### Общественные здания
- Перестройка театра «Сан-Бенедетто» под кинотеатр, 1937
- Зал Манлия Капитоло (Aula Manlio Capitolo)
- Banca Cattolica del Veneto a Tarvisio
- Banca Popolare di Gemona del Friuli, Gemona (Удине), 1978—1984
- Banca Popolare di Verona, Верона, 1973—1982 completamento postumo
- Biennale XXVI: biglietteria e recinzione, Венеция
- Campeggio a Fusina, Fusina (Венеция), 1957—1959
- Fondazione Masieri, Венеция, 1968—1983
- Fondazione Querini Stampalia, Венеция, 1961—1963
- Hotel Minerva, Флоренция, 1958—1961
- Ingresso della Facoltà di Architettura IUAV — sede Tolentini (III progetto), Венеция, 1966—1985
- Palazzo Chiaramonte o Steri — Sede del rettorato dell’Università di Palermo; 1973—1978
- Sala del Consiglio, Парма, 1955—1956
- Sede per La Nuova Italia Editrice
- Университет Ка' Фоскари, реставрация Зала Марио Барато, Венеция, 1935—1937; 1955—1956
- Университет Ка' Фоскари, sede della Facoltà di Lettere e Filosofia (portale), Венеция, 1976—1978, realizzazione postuma

### Религиозные здания
- Церковь Богоматери Кадоре, Борка ди Кадоре (BL), 1956—1961
- Церковь Св. Иоанна Крестителя, Фиренцуола (FI), 1955—1966

### Магазины
- Кафе Lavena
- Винный погреб института (пробная площадь) в Южном Сан-Микеле (TN), 1964 1966
- Магазин a la piavola de franza (одежда), Венеция
- Магазин Gavina, Болонья, 1961—1963
- Магазин Nobili, Guastalla (RE), 1977
- Магазин Olivetti, Венеция, 1957—1958
- Магазин Salviati, Венеция, 1958—1960

### Скульптуры
- Скульптура аукциона, Монселиче (Scultura Asta, Monselice) (Падуя), 1968
- Скульптура роста, Монселиче (Scultura Crescita, Monselice)(Падуя), 1968
- Scultura Diedro o Lente Contafili, Monselice (Падуя), 1968
- Скульптура Эрме, Монселиче (Scultura Erme, Monselice) (Падуя), 1968
- Скульптура Солнечные часы, Монселиче(Scultura la Meridiana, Monselice) (Падуя), 1968